# Transports en commun de Castelsarrasin
La Tulipe est le réseau de transport en commun qui dessert la commune de Castelsarrasin depuis le 1er septembre 1985. Ce réseau est géré par la municipalité de Castelsarrasin.

## Lignes du réseau

### Présentation
Ce réseau est composé de trois lignes. La première (ligne 1) est une ligne qui fait le tour du centre-ville. Les deuxième et troisième (lignes 2.1 et 2.2) relient de manière circulaire les principaux quartiers de la ville aux zones d'activités, et notamment, à la zone d'aménagement concerté Terre blanche.

### Lignes urbaine
| Ligne | Caractéristiques | Caractéristiques                                                                                      | Caractéristiques                                                                                      | Caractéristiques                                                                                      | Caractéristiques                                                                                      | Caractéristiques                                                                                      | Caractéristiques                                                                                      | Caractéristiques                                                                                      | Caractéristiques                                                                                      |
| 1     | Castelsarrasin — Macalet ⥋ Castelsarrasin — Place des Belges | Castelsarrasin — Macalet ⥋ Castelsarrasin — Place des Belges                                          | Castelsarrasin — Macalet ⥋ Castelsarrasin — Place des Belges                                          | Castelsarrasin — Macalet ⥋ Castelsarrasin — Place des Belges                                          | Castelsarrasin — Macalet ⥋ Castelsarrasin — Place des Belges                                          | Castelsarrasin — Macalet ⥋ Castelsarrasin — Place des Belges                                          | Castelsarrasin — Macalet ⥋ Castelsarrasin — Place des Belges                                          | Castelsarrasin — Macalet ⥋ Castelsarrasin — Place des Belges                                          | Castelsarrasin — Macalet ⥋ Castelsarrasin — Place des Belges                                          |
| ----- | --- | --- | --- | --- | --- | --- | --- | --- | --- |
| 1     | Ouverture / Fermeture 1er septembre 1985 / — | Longueur —                                                                                            | Durée 29 min                                                                                          | Nb. d’arrêts 18                                                                                       | Matériel Minibus Mercedes-Benz                                                                        | Jours de fonctionnement L, Ma, Me, J, V, S                                                            | Jour / Soir / Nuit / Fêtes O / N / N / N                                                              | Voy. / an —                                                                                           | Exploitant Navettes et Voyages                                                                        |
| 1     | Desserte : - Villes et lieux desservis : Castelsarrasin (Macalet, Sainte-Marguerite, L'écluse, Parc de Clairefont, Avenue de Courbieu, Rue Saint-Guilem, Rue de l'indépendance, Place Gaston Bénac, Collège Flamens, Rue Flamens, Piscine, Collège Jean de Prades, Ducau, Le gravil, Place Garonne, Place des Belges) - Gare(s) desservie(s) : Gare de Castelsarrasin                           | | | | | | | | |
| 1     | Autre : - Particularités : La ligne 1 ne dessert la Gare de Castelsarrasin que le lundi matin. - Date de dernière mise à jour : 11 décembre 2015. | | | | | | | | |
| 1     | Dernière actualisation : — | | | | | | | | |
| 2.1   | (Circulaire) Castelsarrasin — Place des Belges ⥋ Castelsarrasin — Place des Belges (sens horaire) | (Circulaire) Castelsarrasin — Place des Belges ⥋ Castelsarrasin — Place des Belges (sens horaire)     | (Circulaire) Castelsarrasin — Place des Belges ⥋ Castelsarrasin — Place des Belges (sens horaire)     | (Circulaire) Castelsarrasin — Place des Belges ⥋ Castelsarrasin — Place des Belges (sens horaire)     | (Circulaire) Castelsarrasin — Place des Belges ⥋ Castelsarrasin — Place des Belges (sens horaire)     | (Circulaire) Castelsarrasin — Place des Belges ⥋ Castelsarrasin — Place des Belges (sens horaire)     | (Circulaire) Castelsarrasin — Place des Belges ⥋ Castelsarrasin — Place des Belges (sens horaire)     | (Circulaire) Castelsarrasin — Place des Belges ⥋ Castelsarrasin — Place des Belges (sens horaire)     | (Circulaire) Castelsarrasin — Place des Belges ⥋ Castelsarrasin — Place des Belges (sens horaire)     |
| 2.1   | Ouverture / Fermeture 1er septembre 2011 / — | Longueur —                                                                                            | Durée 65 min                                                                                          | Nb. d’arrêts 39                                                                                       | Matériel Minibus Mercedes-Benz                                                                        | Jours de fonctionnement L, Ma, Me, J, V, S                                                            | Jour / Soir / Nuit / Fêtes O / N / N / N                                                              | Voy. / an —                                                                                           | Exploitant Navettes et Voyages                                                                        |
| 2.1   | Desserte : - Villes et principaux lieux desservis : Castelsarrasin (Place des Belges, Macalet, Port Jacques-Yves Cousteau, Gare de Castelsarrasin, Piscine, Ducau, Hôpital, Boulevard Marceau Faure, Promenade du Château, Rue de l'indépendance, Parc de Clairefont, Rond-point de l'autoroute, avenue du Maréchal Leclerc, Place des Belges). - Gare(s) desservie(s) : Gare de Castelsarrasin | | | | | | | | |
| 2.1   | Autre : - Particularités : - Date de dernière mise à jour : 11 décembre 2015. | | | | | | | | |
| 2.1   | Dernière actualisation : — | | | | | | | | |
| 2.2   | (Circulaire) Castelsarrasin — Place des Belges ⥋ Castelsarrasin — Place des Belges (sens antihoraire) | (Circulaire) Castelsarrasin — Place des Belges ⥋ Castelsarrasin — Place des Belges (sens antihoraire) | (Circulaire) Castelsarrasin — Place des Belges ⥋ Castelsarrasin — Place des Belges (sens antihoraire) | (Circulaire) Castelsarrasin — Place des Belges ⥋ Castelsarrasin — Place des Belges (sens antihoraire) | (Circulaire) Castelsarrasin — Place des Belges ⥋ Castelsarrasin — Place des Belges (sens antihoraire) | (Circulaire) Castelsarrasin — Place des Belges ⥋ Castelsarrasin — Place des Belges (sens antihoraire) | (Circulaire) Castelsarrasin — Place des Belges ⥋ Castelsarrasin — Place des Belges (sens antihoraire) | (Circulaire) Castelsarrasin — Place des Belges ⥋ Castelsarrasin — Place des Belges (sens antihoraire) | (Circulaire) Castelsarrasin — Place des Belges ⥋ Castelsarrasin — Place des Belges (sens antihoraire) |
| 2.2   | Ouverture / Fermeture 1er septembre 2011 / — | Longueur —                                                                                            | Durée 65 min                                                                                          | Nb. d’arrêts 37                                                                                       | Matériel Minibus Mercedes-Benz                                                                        | Jours de fonctionnement L, Ma, Me, J, V, S                                                            | Jour / Soir / Nuit / Fêtes O / N / N / N                                                              | Voy. / an —                                                                                           | Exploitant Navettes et Voyages                                                                        |
| 2.2   | Desserte : - Villes et principaux lieux desservis : Castelsarrasin (Place des Belges, Boulevard du 4 septembre, Rond-point de l'autoroute, Parc de Clairefont, Macalet, Gare de Castelsarrasin, Piscine, Ducau, Promenade du château, Place des Belges) - Gare(s) desservie(s) : Gare de Castelsarrasin                                                                                         | | | | | | | | |
| 2.2   | Autre : - Particularités : - Date de dernière mise à jour : 11 décembre 2015. | | | | | | | | |
| 2.2   | Dernière actualisation : — | | | | | | | | |

## Parc de véhicules
En novembre 2024, le parc d'autobus du réseau La Tulipe est composé de 6 véhicules dont 6 minibus. Au sein de cette flotte, les autres véhicules sont équipés de moteurs Diesel.

### Minibus
| Constructeur  | Modèle           | Nombre | Numéros de parc | Période de mise en service | Affectation | Observation |
| ------------- | ---------------- | ------ | --------------- | -------------------------- | ----------- | ----------- |
| Mercedes-Benz | Sprinter City 65 | 6      | + 6 inconnu     | Juin 2015                  | 1, 2.1, 2.2 | –           |

### Dépôts
- Le dépôt de Navettes et Voyages est situé dans la principauté, au 84 Rue Éléazar, 82500 Beaumont-de-Lomagne